# Zdeněk Brož
Zdeněk Brož (* 3. května 1957 Šumperk) je český politik, od roku 1990 zastupitel, v letech 1998 až 2002 místostarosta a v letech 2002 až 2018 také starosta města Šumperk a v letech 2012 až 2018 senátor za obvod č. 65 – Šumperk.

## Život
Po absolvování gymnázia v Šumperku vystudoval zeměpis a tělesnou výchovu na Pedagogické fakultě Univerzity Palackého v Olomouci, kde získal titul Mgr. a posléze studoval dálkově ekonomiku a management na Ekonomicko-správní fakultě Masarykovy univerzity, kde získal titul bakalář. Pracoval více než třicet let jako učitel a později i jako ředitel III. základní školy v Šumperku („Hluchák“).
Zdeněk Brož je ženatý (manželka Helena Brožová) a má dvě dcery (Helena a Zdeňka).

## Politické působení
Do Zastupitelstva města Šumperk byl poprvé zvolen v roce 1990 za Občanské fórum, v letech 1994 a 1998 pak za „Sdružení nezávislých kandidátů“ (v roce 1998 se stal místostarostou města). V roce 2002 úspěšně kandidoval jako nestraník za hnutí NEZÁVISLÍ a následně byl zvolen starostou města. V letech 2006 a 2010 obhájil jak mandát zastupitele, tak starosty Šumperka – v obou případech jako nestraník za stranu Nezávislá volba (NV).
V krajských volbách v roce 2000 kandidoval jako nestraník za ODS do Zastupitelstva Olomouckého kraje, ale neuspěl. Nepodařilo se mu to ani ve volbách v roce 2004 jako členovi SNK, ani ve volbách v roce 2012 jako nestraníkovi za NV.
Ve volbách do Senátu PČR v roce 2012 uspěl v obvodu č. 65 – Šumperk jako nestraník kandidující za KDU-ČSL a Nezávislou volbu, když ve druhém kole porazil Miloslava Vlčka poměrem 55,52 % : 44,47 % (do druhého kola postoupil se ziskem 25,51 % z prvního místa). V Senátu byl nejdříve členem Klubu pro obnovu demokracie – KDU-ČSL a nezávislí, později byl zapůjčen do Klubu Starostové a Ostravak, aby počet jeho členů neklesl pod 5 a nezanikl. Po senátních volbách v roce 2014 se stal znovu členem Senátorského klubu KDU-ČSL a nezávislí. Zároveň byl zvolen jeho 2. místopředsedou.
V komunálních volbách v roce 2014 obhájil post zastupitele města Šumperk, když jako nestraník vedl kandidátku strany Nezávislá volba. Strana volby ve městě vyhrála a Zdeněk Brož byl na konci října 2014 zvolen starostou pro své již čtvrté funkční období.
Ve volbách do Senátu PČR v roce 2018 obhajoval jako nestraník za KDU-ČSL a stranu Nezávislá volba svůj senátorský mandát v obvodu č. 65 – Šumperk. Podporovalo jej také hnutí SEN 21. Se ziskem 20,46 % hlasů skončil v prvním kole voleb na 2. místě a ve druhém kole se utkal s nestraníkem za hnutí ANO 2011 Miroslavem Adámkem. V něm prohrál poměrem hlasů 39,44 % : 60,55 %, a mandát senátora tak neobhájil.
Zároveň v komunálních volbách v roce 2018 obhájil jako nestraník za stranu Nezávislá volba post zastupitele města Šumperk. Strana se však do nové koalice nedostala a dne 1. listopadu 2018 jej ve funkci vystřídal Tomáš Spurný.
V komunálních volbách v roce 2022 kandidoval do zastupitelstva Šumperka z 5. místa kandidátky subjektu „NEZÁVISLÁ VOLBA“ (tj. NV a nezávislí kandidáti). Vlivem preferenčních hlasů však skončil první, a obhájil tak mandát zastupitele města.